# Heleodromia minutiformis
Heleodromia minutiformis är en tvåvingeart som beskrevs av Saigusa 1963. Heleodromia minutiformis ingår i släktet Heleodromia och familjen Brachystomatidae. Inga underarter finns listade i Catalogue of Life.